# Roodkeelspecht
De roodkeelspecht (Celeus loricatus) is een vogel uit de familie Picidae (spechten).

## Verspreiding en leefgebied
Deze soort komt voor van oostelijk Nicaragua tot zuidwestelijk Ecuador en telt vier ondersoorten:
- C. l. diversus: van oostelijk Nicaragua tot westelijk Panama.
- C. l. mentalis: Panama en noordwestelijk Colombia.
- C. l. innotatus: noordelijk Colombia.
- C. l. loricatus: van westelijk Colombia tot zuidwestelijk Ecuador.

## Status
De grootte van de populatie is in 2019 geschat op 50.000-500.000 volwassen vogels. Op de Rode lijst van de IUCN heeft deze soort de status niet bedreigd.